# Route départementale 37 (Haute-Garonne)
Pour les articles homonymes, voir Route départementale 37.
La route départementale 37 (ou D37) est une route départementale de Haute-Garonne reliant Grenade à Carbonne.

## Histoire

### Chronologie
- 2011 (13 décembre) : Mise en service de la déviation de Fontenilles[1]
- 2017 (1er janvier) : Déclassement en route métropolitaine (M37) dans Toulouse Métropole

## Tracé

### De Grenade à Mondonville (D37)
- Merville
- Daux

### De Mondonville à Léguevin (M37)
- Mondonville
- Les Cussecs (Mondonville)
- Pibrac
- Tronc commun avec la M24
- Brax

### De Léguevin à Carbonne (D37)
- Léguevin
- Fontenilles
- Saint-Lys (tronc commun avec la D632 puis la D53 dans le centre)
- Cambernard
- Bérat (tronc commun avec la D28 puis la D15)
- Carbonne

## Trafic
Entre la N124 et la commune de Saint-Lys, la fréquentation dépassait les 10 000 véhicules par jour en 2011.